# 勸業銀行舊廈
勸業銀行舊廈位於臺灣臺北市中正區台北站前商圈，建築於1933年落成，為日本勸業銀行的臺北分行。戰後經清算接收，改作為臺灣土地銀行總行，1991年指定為臺北市市定古蹟，現今作為國立臺灣博物館古生物館。

## 建築特色

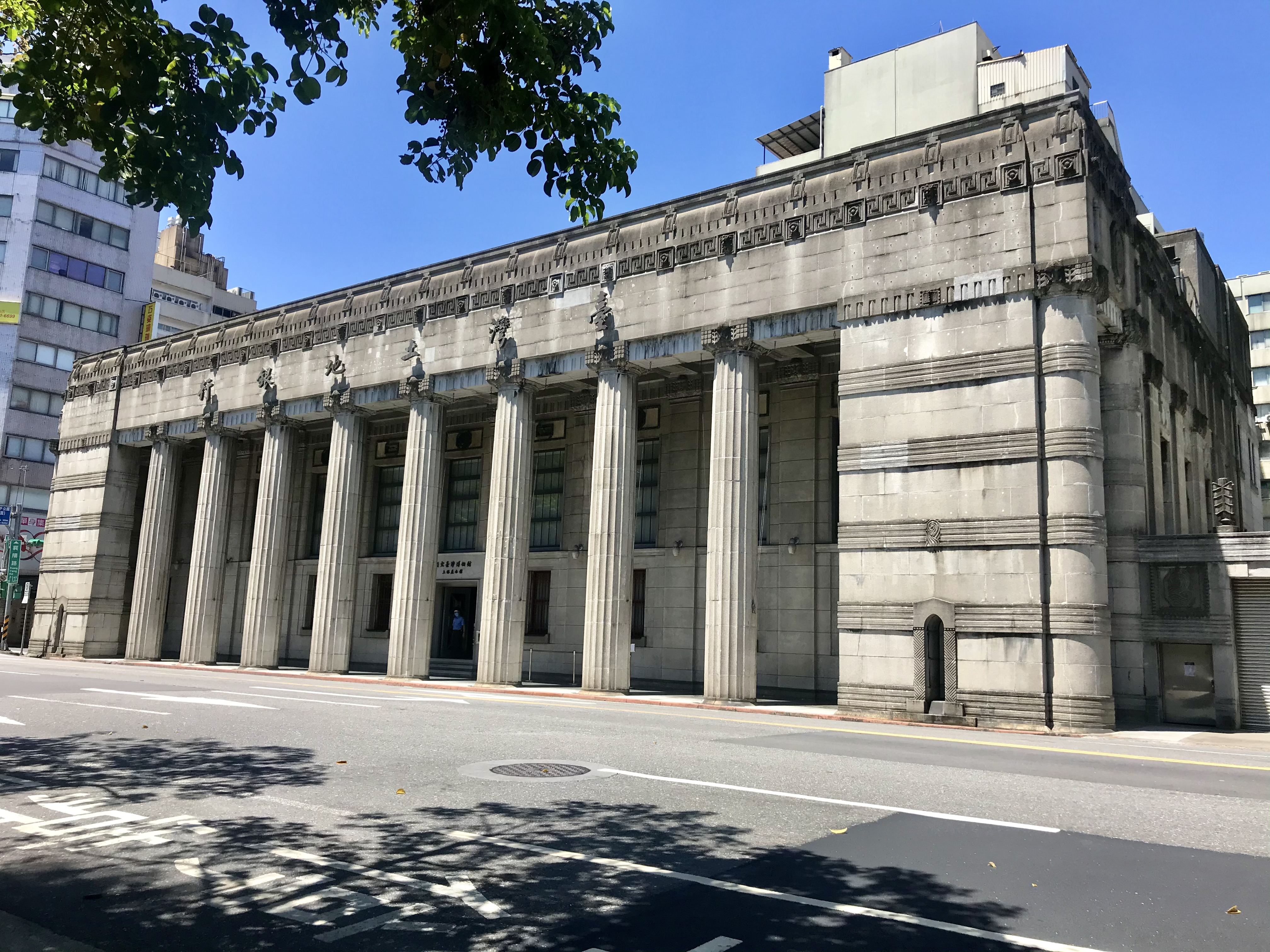
斜照

依國立臺灣博物館調查：勸業銀行舊廈與國立臺灣博物館成平行斜對，基地建築平面ㄩ字型，基地總面積547坪中，其中建築坪數545坪，含大廳214坪、金庫51坪、附屬建築195坪、騎樓84坪。大廳是最大空間量體，長40公尺、高10公尺、寬16公尺。東西兩翼同高，西翼三層東翼四層。附屬建築物位於北側。
整體是勸業銀行建築課設計，1931年獲建築許可，由大林組自1932年開始施工。施工時間二十個月。建築工法上採用大跨距鋼骨桁架結合鋼筋混凝土屋頂版的新技術，混合木摺與金屬網的隔間牆、重錘鐵窗、石膏飾版等新建材。工程師運用預製模鑄將結構體外裝飾構件，以單元化元件翻模鑄造，利用當時新穎的吊掛技術逐一安裝，短時間便順利完工。建築採用的灰泥作，是關東大地震之後日籍建築師記取教訓而採用的抗震工法。
建築寬厚壁柱與檐牆配合柱頭、牆體、檐口及女兒牆上渾厚裝飾紋樣，沿街廓立面有八石柱，四端柱頭山牆以假石構成的獅面雕飾及捲曲植物紋樣作裝飾，有著昭和時期洋風復古的審美趣味。外牆採灰白色、高聳的古希臘廊柱，是因1930年代正逢全球經濟大蕭條，以此塑造牢靠的形象。裝飾風格為起源於美國傳至日本的瑪雅復興式建築。雕刻不同於古希臘或古羅馬樣式，運用簡單幾何圖騰仿造礦、植物樣貌，不特別精雕細琢，意義為何全憑觀者想像。此種石膏浮雕乃歐洲裝飾藝術與日本粉刷技術結合的左官工事，一度成為日本建築裝飾藝術的主流，直到被現代建築運動摒棄之後式微。窗門為鋼窗，內層夾有六角網目鐵絲網，使得不易破壞。
1933年落成時，內部均已配備完整空調系統，瓦斯、電力管線一應俱全。在空調上，迴風口在大樓地板下、出風口在牆壁。廳內未設計樓層夾板，以傳遞遼闊偉岸之感，讓人民望而生畏敬之心。支店長室有窗可綜覽大廳，且門口正對金庫。電梯由三井株式會社承造，採伸縮鐵柵門，以手搖式鐵鑄操縱桿。內部中間核心為金庫，採單一出入口，厚重的防盜門為銅製，並將牆體加寬包覆鋼板，有強制排風系統。
臺灣類似的建築僅存勸業銀行舊廈及原日本勸業銀行臺南支店，而後者已遭拆除一部份。

## 土銀接收
勸業銀行於1946年5月先改名為「土地銀行」，至9月1日臺灣土地銀行正式成立。1965年土銀總行遷至附近的建業大樓，此館便開始閒置。約1972年，蕭錚任土銀董事長期間，漢寶德提出保留原有建築，在上方架上風格相同樓層的規劃案，但該案以無急切需要而擱置。1970年代的臺北車站鬧區，臺灣銀行總行大廈東廊屋頂、勸業銀行舊廈西廊因有寬大高聳的廊簷，成為燕群的聚集處。
1975年，土銀增建樓地板，使得石膏飾版被封存在鋼筋水泥夾層、被侵入配壞而毀損。次年1月5日起，勸業銀行舊廈作為土地銀行證券營業廳，由土銀儲蓄部經營。原先支店長衣帽櫃，成為女廁的梳妝台。

## 指定古蹟
1980年代，土銀總行辦公室散佈在舊有行舍及建業大樓一、二、三、五、九、十樓及懷寧大樓三、八、九、十樓等三處，自有面積僅佔百分之廿八、租用辦公廳面積達百分之七十二，原先舊廈則外牆石頭多處脫落，走廊上花石亦曾掉落、窗戶多已不能推動，使員工深感不便，也認為有損銀行形象。土銀在蒐購隔鄰國軍退除役官兵輔導委員會的三井物產株式會社舊廈後，想以總行建築老舊、內部空間不足且陰溼等理由將兩棟拆除蓋新大樓。1987年，土銀提出預計經費四億一千七百九十六萬元的新大樓興建計畫，分五年完成，第一年編列預算兩千萬元。當時《文化資產保存法》所保護的古蹟，僅限於漢族風格，對臺灣原住民族建築和日本建築則未明確列入。1987年4月30日，臺灣省議員洪木村、陳金德、簡盛義在審查土銀預算時給予意見說，土銀總行雖已老舊，但頗具特色，打掉重建未免可惜，望土銀再作評估。對於勸業銀行舊廈是日本建物故無保存必要的主張，學者林惺嶽投稿《聯合報》，認為雖是日人設計，但建築材料、建築工人仍出自臺灣本地，不能忽視先民的成就。學者黃服賜則建議可參考波士頓市區磚造樓房作法，將舊建物並抬高以增加空間。
1988年初，面對證券商的開放，土銀將證券營業廳從勸業銀行舊廈遷往延平南路81號、也就是台北公會堂對面。9月2日，國立成功大學建築研究所主辦的座談會上，夏鑄九、翁金山、黃文亮、李乾朗、吳光庭、洪文雄、黃世孟等學者一致贊成保存勸業銀行舊廈。1989年5月8日上午，台北市政府市政會議決定報請內政部將勸業銀行舊廈列為古蹟。次日，土地銀行反應，議會將新公園對面的「老土銀」列為古蹟，不影響該行興建金融大樓的初衷。17日，針對勸業銀行舊廈、迪化街、陳德星堂、新竹火車站、臺中火車站的保護呼聲，文建會約集李乾朗等專家學者以及內政部、省市政府、營建署等單位的古蹟和建築業務承辦人員參加。對此呼籲，內政部於同月30日約集相關單位及專家勘察。8月2日，內政部召開評鑑會議，決議古蹟評鑑完成前，土銀應儘量保存原貌。
1991年4月2日，內政部以勸業銀行舊廈是西潮影響東方文化的具體例證，具保存價值，決議列為三級古蹟；次年1月17日，臺灣省議會決議，以舊廈距今不過六十多年、又是日本人建築為由，反對內政部列為古蹟。數年後，土銀於1998年9月7日再提訴願，以「彰顯大和文化、灌輸被奴役病態心理」，抗議列為古蹟。

## 古蹟修復

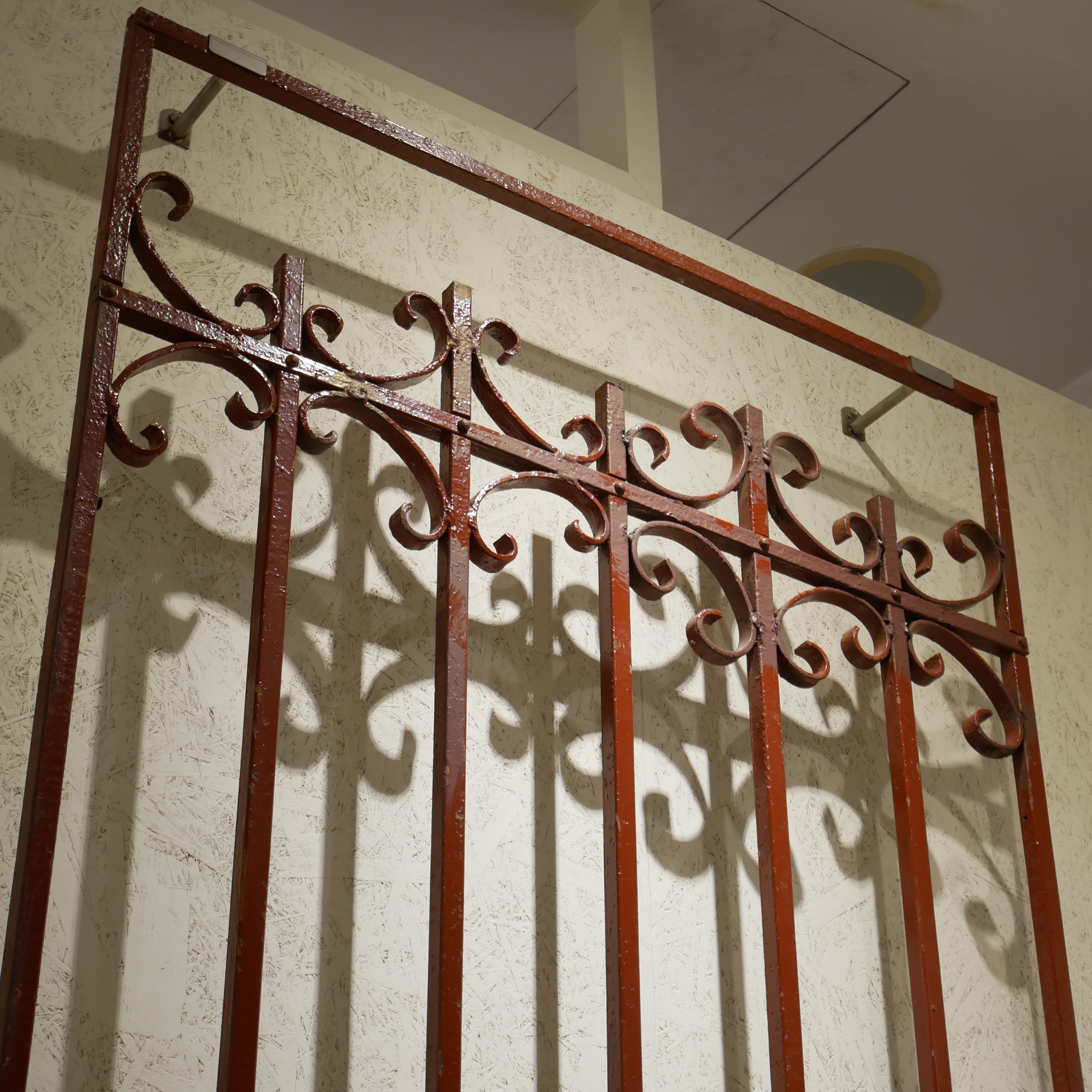
鐵窗花

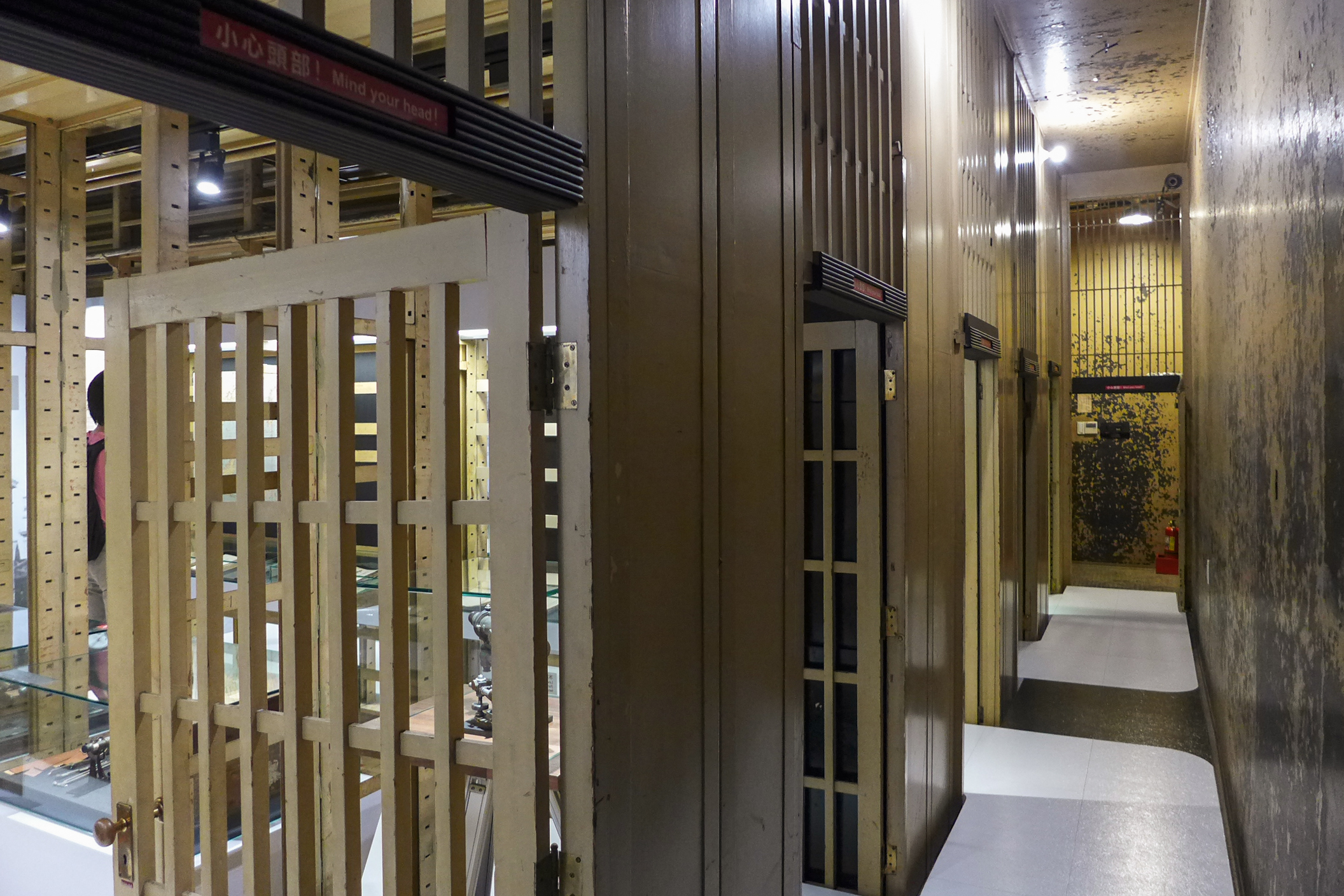
金庫

2005年1月30日，游錫堃在內閣總辭的前一天，與文建會、財政部、交通部等相關部會首長，共同簽署「臺灣博物館系統聯盟協議書」，將勸業銀行舊廈、國立臺灣博物館、三井物產株式會社舊廈、鐵路局北門舊鐵道部建築、公賣局舊大樓和舊樟腦廠等環繞首都核心區的古蹟建築，規畫成為台灣自然史博物館、台灣現代性博物館和台灣產業博物館。國立臺灣博物館為解決館內展示空間不足的問題，館方先計畫將館前路的中油大樓作為新展覽空間，卻拖延數年後破局，遂先將館方斜對面的勸業銀行舊廈納入新分館，由仲觀聯合建築師事務所林洲民規畫設計、楊仁江建築師事務所監造，福清營造作本體清理及修復工程。古蹟修復工程於2007年2月8日動工，總統陳水扁、文建會副主委吳錦發、土地銀行董事長吳繁治等人參與。臺灣博物館特地請來日本左官匠師小松七郎前來指導傳統工法，以修復浮雕泥塑裝飾。
2012年9月14日，土地銀行因配合將勸業銀行舊廈移作展示館與修護，獲文化部頒發國家文化資產保存獎，由總統馬英九親頒予土銀董事長王耀興。

## 活化場地
2010年2月11日，作為國立臺灣博物館古生物館正式開始營運時，國立臺灣大學人類學系教授謝世忠前往參觀，感嘆父親自勸業銀行時期就在這服務，館內卻沒什麼當時的銀行史。2016年8月1日土銀行史展區重新更新開展，除以金庫展區展示臺灣金融機構演進歷程與勸業銀行在臺灣發展的歷史等內容之外，擴充二樓展示區專門介紹土地銀行歷史。展覽物包括土銀配合耕者有其田配發的公營事業公司台灣水泥、台灣紙業、台灣農林、台灣工礦等股票，及兌付實物的稻穀實物券、甘藷折付現金券等。